# Songuela
Songuela é uma vila da comuna rural de Debela, na circunscrição de Cutiala, na região de Sicasso ao sul do Mali.

## História
Em 1889, o fama Tiebá Traoré (r. 1866–1893) sitiou Songuela e as vilas de Pessoba, Quintieri, Faracala, Zangorola e Zandiela enviaram tropas para resgatá-la. Após vencer Songuela, Tiebá dirigiu-se a Fonfona. Em 1891, Songuela esteve entre as vilas que enviaram homens para auxiliar na proteção de Tieré, que estavam em revolta contra Tiebá. Depois, o chefe de Songuela declarou-se submisso, mas se opôs a entrada de tropas na aldeia. Tiebá pediu-lhe que entregasse soldados para participar no ataque contra Sugumba, mas ele se recusou. Tiebá e seu irmão Babemba prepararam-se para atacar Songuela, mas optaram por não invadir a vila pelo medo de represálias da população. Com rifles e arcos alvejaram por 24 horas a aldeia, obrigando os habitantes a fugirem à noite. Em 1898, após sufocar a revolta em Tieré, Queletigui e Cafeleamadu marcharam em direção a Gorosso a partir de onde seguiram viagem em direção a Sanssoni, Tionsso, Songuela, Fonfona e Duguolo.